# AEW×NJPW: Forbidden Door
AEW×NJPW: Forbidden Door è un evento in pay-per-view di wrestling organizzato annualmente dalla All Elite Wrestling in collaborazione con la New Japan Pro-Wrestling a partire dal 2022.

## Edizioni
| Edizione        | Data           | Città             | Main event                          |
| --------------- | -------------- | ----------------- | ----------------------------------- |
| 2022 (Dettagli) | 26 giugno 2022 | Chicago, Illinois | Jon Moxley vs. Hiroshi Tanahashi    |
| 2023 (Dettagli) | 25 giugno 2023 | Toronto           | Bryan Danielson vs. Kazuchika Okada |
| 2024 (Dettagli) | 30 giugno 2024 | Elmont            | Swerve Strickland vs. Will Ospreay  |